# سانست بيتش (كارولاينا الشمالية)
سانست بيتش (بالإنجليزية: Sunset Beach town, North Carolina)‏ هي بلدة تقع بولاية كارولاينا الشمالية في الولايات المتحدة. تبلغ مساحتها 20.41 كم2، وترتفع عن سطح البحر 3.048 م، بلغ عدد سكانها 3,572 نسمة في عام 2010 حسب إحصاء مكتب تعداد الولايات المتحدة وتصل الكثافة السكانية فيها 175 نسمة لكل كيلومتر مربع (453.2/ميل2).

## التركيبة السكانية
حدّد مكتب تعداد الولايات المتحدة بيانات التركيبة السكانية لسانست بيتش في تعداد الولايات المتحدة. في ما يلي، التركيبة السكانية حسب تعدادي 2000 و2010.

### تعداد عام 2000
بلغ عدد سكان سانست بيتش 1,824 نسمة بحسب تعداد عام 2000، وبلغ عدد الأسر 909 أسرة وعدد العائلات 678 عائلة مقيمة في البلدة. في حين سجلت الكثافة السكانية 89.4 نسمة لكل كيلومتر مربع (231.5/ميل2). وبلغ عدد الوحدات السكنية 2,983 وحدة بمتوسط كثافة قدره 146.2 لكل كيلومتر مربع (378.7/ميل2).
وتوزع التركيب العرقي للبلدة بنسبة 97.37% من البيض و0.49% من الأمريكيين الأفارقة و0.38% من الأمريكيين الأصليين و0.38% من الأمريكيين ذوي الأصول الآسيوية و0.27% من الأعراق الأخرى و1.10% من عرقين مختلطين أو أكثر و1.37% من الهسبانيون أو اللاتينيون من أي عرق.
بلغ عدد الأسر 909 أسرة كانت نسبة 8.7% منها لديها أطفال تحت سن الثامنة عشر تعيش معهم، وبلغت نسبة الأزواج القاطنين مع بعضهم البعض 70% من أصل المجموع الكلي للأسر، ونسبة 3.3% من الأسر كان لديها معيلات من الإناث دون وجود شريك، بينما كانت نسبة 1.3% من الأسر لديها معيلون من الذكور دون وجود شريكة وكانت نسبة 25.4% من غير العائلات. تألفت نسبة 21.3% من أصل جميع الأسر من عدة أفراد يعيشون في نفس المنزل ونسبة 9.2% كانت تتألف من شخص يعيش بمفرده يبلغ من العمر 65 عاماً أو أكثر. وبلغ متوسط حجم الأسرة المعيشية 2.01، أما متوسط حجم العائلات فبلغ 2.28.
بلغ العمر الوسطي للسكان 60.2 عاماً. وكانت نسبة 6.9% من القاطنين تحت سن الثامنة عشر، وكانت نسبة 2.7% بين الثامنة عشر والرابعة والعشرين عاماً، ونسبة 12.1% كانت واقعةً في الفئة العمرية ما بين الخامسة والعشرين والرابعة والأربعين عاماً، ونسبة 43.6% كانت ما بين الخامسة والأربعين والرابعة والستين، ونسبة 34.7% كانت ضمن فئة الخامسة والستين عاماً فما فوق. يوجد لكل 100 أنثى 97.2 ذكر، ويوجد لكل 100 أنثى في الثامنة عشر من عمرها فما فوق 95.2 ذكر.
بلغ متوسط دخل الأسرة في البلدة 47,356 دولارًا، أما متوسط دخل العائلة فبلغ 57,019 دولارًا. وكان متوسط دخل الذكور 40,795 دولارًا مقابل 27,708 دولارًا للإناث. وسجل دخل الفرد الخاص بالبلدة 36,181 دولارًا. وكانت نسبة 3% من العائلات ونسبة 4.2% من السكان تحت خط الفقر، وكان من هؤلاء نسبة 3.5% تحت سن الثامنة عشر ونسبة 3.2% في الخامسة والستين من العمر وما فوق.

### تعداد عام 2010
بلغ عدد سكان سانست بيتش 3,572 نسمة بحسب تعداد عام 2010، وبلغ عدد الأسر 1,871 أسرة وعدد العائلات 1,314 عائلة مقيمة في البلدة. في حين سجلت الكثافة السكانية 175 نسمة لكل كيلومتر مربع (453.2/ميل2). وبلغ عدد الوحدات السكنية 5,110 وحدة بمتوسط كثافة قدره 250.4 لكل كيلومتر مربع (648.5/ميل2).
وتوزع التركيب العرقي للبلدة بنسبة 96.81% من البيض و0.78% من الأمريكيين الأفارقة و0.45% من الأمريكيين الأصليين و0.59% من الأمريكيين ذوي الأصول الآسيوية و0.56% من الأعراق الأخرى و0.81% من عرقين مختلطين أو أكثر و1.88% من الهسبانيون أو اللاتينيون من أي عرق.
بلغ عدد الأسر 1,871 أسرة كانت نسبة 7.3% منها لديها أطفال تحت سن الثامنة عشر تعيش معهم، وبلغت نسبة الأزواج القاطنين مع بعضهم البعض 66% من أصل المجموع الكلي للأسر، ونسبة 3.3% من الأسر كان لديها معيلات من الإناث دون وجود شريك، بينما كانت نسبة 1% من الأسر لديها معيلون من الذكور دون وجود شريكة وكانت نسبة 29.8% من غير العائلات. تألفت نسبة 26.5% من أصل جميع الأسر من عدة أفراد يعيشون في نفس المنزل ونسبة 14.5% كانت تتألف من شخص يعيش بمفرده يبلغ من العمر 65 عاماً أو أكثر. وبلغ متوسط حجم الأسرة المعيشية 1.91، أما متوسط حجم العائلات فبلغ 2.23.
بلغ العمر الوسطي للسكان 64.0 عاماً. وكانت نسبة 6.3% من القاطنين تحت سن الثامنة عشر، وكانت نسبة 2.2% بين الثامنة عشر والرابعة والعشرين عاماً، ونسبة 7.7% كانت واقعةً في الفئة العمرية ما بين الخامسة والعشرين والرابعة والأربعين عاماً، ونسبة 37.3% كانت ما بين الخامسة والأربعين والرابعة والستين، ونسبة 46.4% كانت ضمن فئة الخامسة والستين عاماً فما فوق. وتوزع التركيب الجنسي للسكان بنسبة 47.8% ذكور و52.2% إناث.

## وصلات خارجية
- الموقع الرسمي